# Gornergletscher
Der Gornergletscher ist ein Talgletscher-System im Monte-Rosa-Massiv südöstlich von Zermatt, in den Walliser Alpen, nahe der südlichen Landesgrenze der Schweiz. Er war 2013 etwa 12,4 km lang und damit der drittlängste Gletscher der Alpen. Die Fläche des Systems des Gornergletschers wurde 2017 mit etwa 41 km² angegeben, dies ist nach dem Aletschgletscher die zweitgrösste zusammenhängende Gletscherfläche der Alpen.
Seit dem Sommer 2019 ist der obere Teil des namensgebenden Gornergletschers nicht mehr mit dem weitaus grösseren Grenzgletscher verbunden, wodurch der Gornergletscher schlagartig deutlich an Fläche eingebüsst hat. Das Gletschersystem behält jedoch die Bezeichnung Gornergletscher.
Unterhalb der ehemaligen Vereinigung des Gornergletschers mit dem zweiten Hauptarm, dem Grenzgletscher, reicht das Gletschersystem Gorner-/Grenzgletscher flankiert vom Breithorn im Süden und dem Gornergrat im Norden, noch rund 5 km weiter nach Westen, wobei hier die Neigung nur noch sehr flach ist. Das Eis ist mit dem Geröll der zahlreichen Mittelmoränen bedeckt. Die Gletscherzunge befand sich im Jahr 2007 auf einer Höhe von 2140 m. Hier tritt der Gornerbach aus, der in die Furggbach mündet. Letzterer mündet bei Furi in die Gornera, diese vereinigt sich in Zermatt mit weiteren Seitenbächen zur Matter Vispa, die durchs Mattertal zur Rhone fliesst.
Im Gegensatz zu den meisten Alpengletschern, bei denen es sich um temperierte Gletscher handelt, ist der untere Teil des Gornergletschers ein polythermaler Gletscher, er ist zudem der grösste dieser Art in den Alpen. Bei einem solchen Gletscher liegt die Temperatur teilweise unter dem Druckschmelzpunkt, dies trifft insbesondere für den Grenzgletscher zu, da dessen Nährgebiet teilweise über 4000 m Höhe liegt.
Seinen letzten Hochstand erreichte der Gletscher im Jahr 1859. In einer Zeitspanne von 60 Jahren war der Gletscher zuvor 600 Meter in Kulturland vorgedrungen und hatte dabei neben zahlreichen Almhütten auch einzelne Wohnhäuser zerstört.
Auf dem Felskamm oberhalb des früheren Zusammenflusses der beiden Hauptarme des Gletschers steht die Monte-Rosa-Hütte auf 2883 m ü. M. Sie ist vom Gornergrat her mittels Überquerung des Gornergletschers erreichbar und einer der Ausgangspunkte für die Besteigung der Gipfel des Monte Rosa.

## Quellgletscher

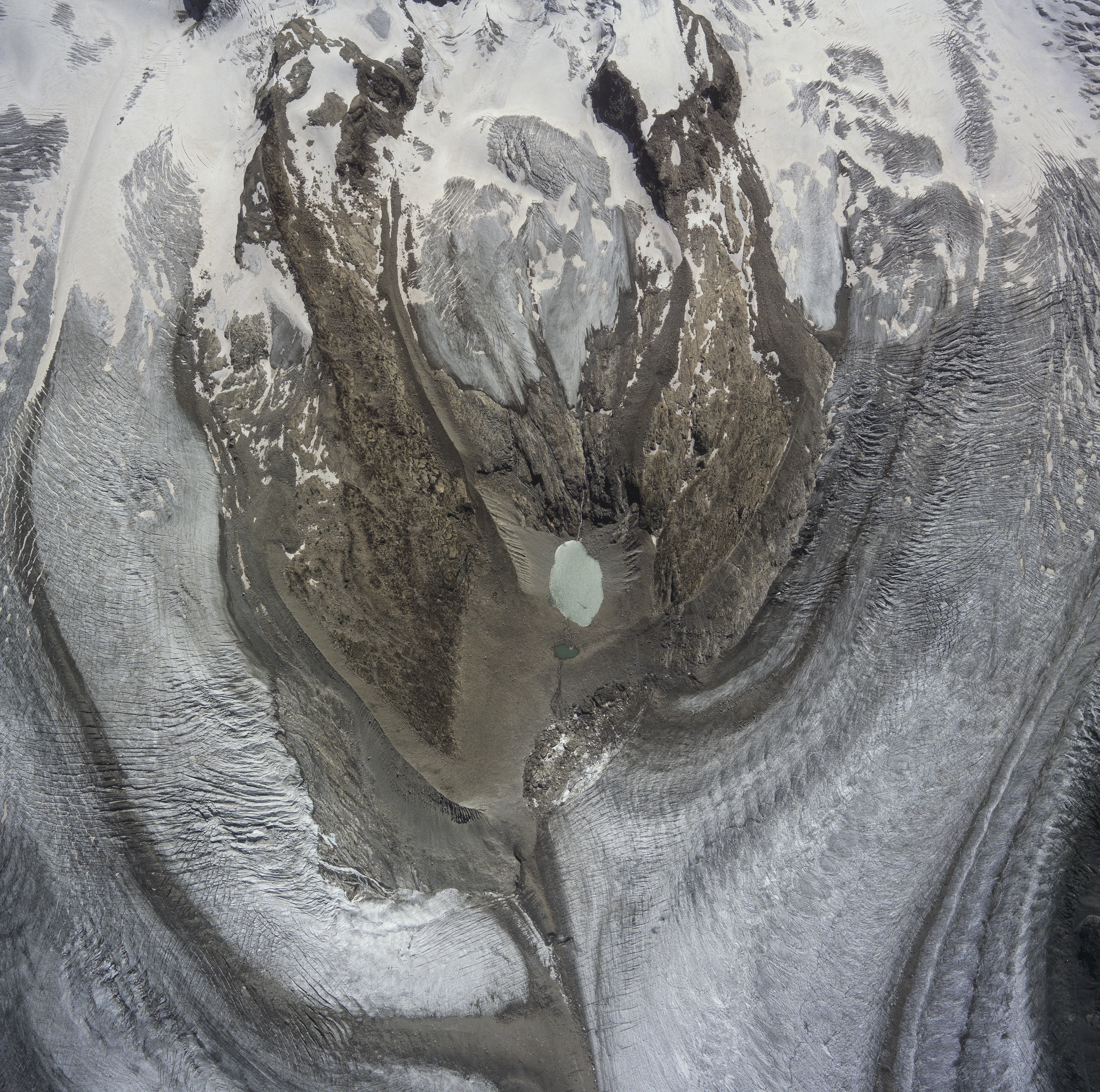
Luftbild des Monte-Rosa-Massivs im Sommer 1994 – links der Gornergletscher, rechts der Grenzgletscher, noch verbunden

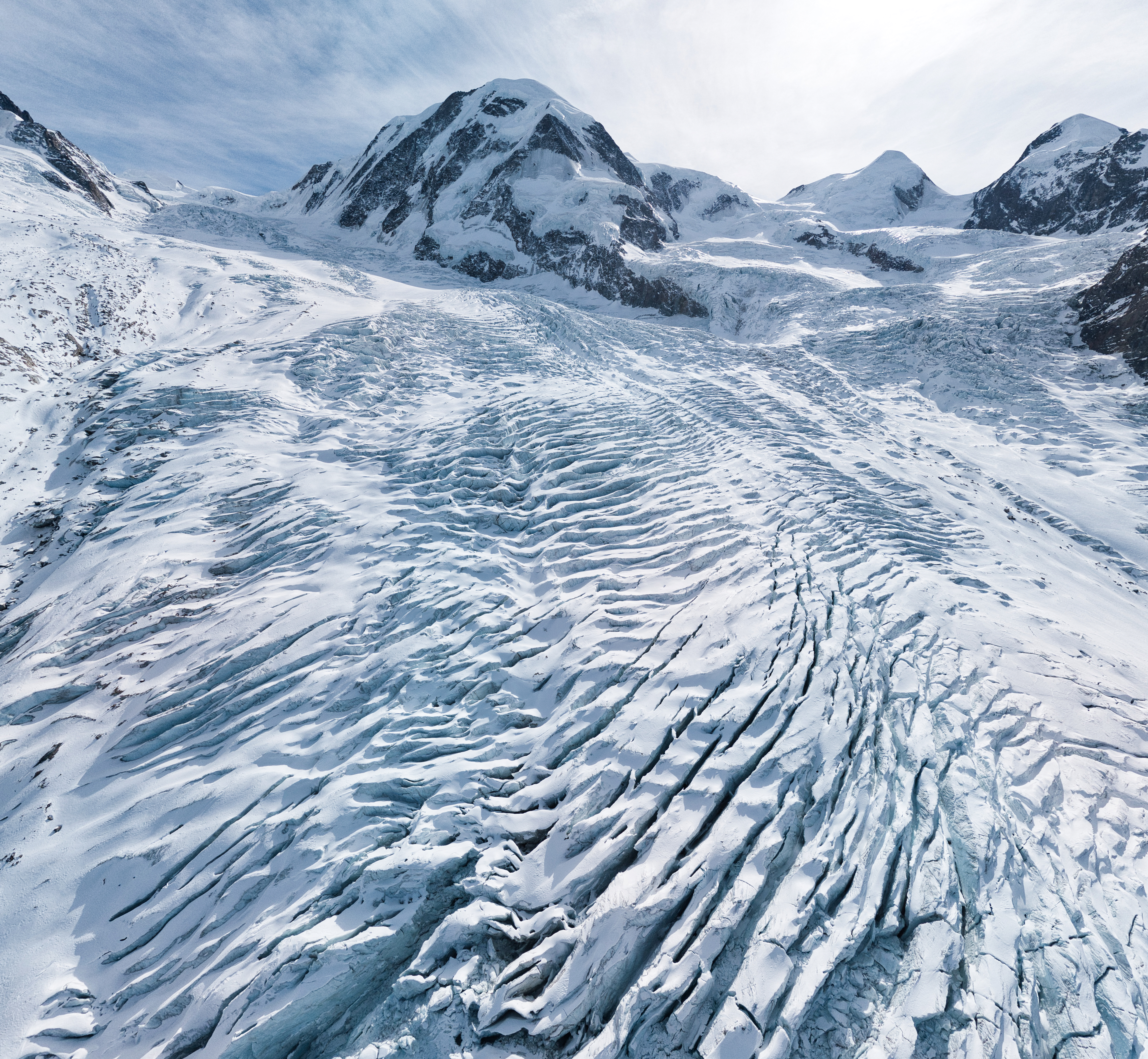
Grenzgletscher im Februar 2023

Hauptgletscher des Gornersystems ist der Grenzgletscher, der seinen Ausgangspunkt auf der Signalkuppe (4554 m ü. M.) südlich der Dufourspitze nimmt. Insbesondere im Akkumulationsgebiet am Colle Gnifetti (4452 m) liegen die Temperaturen im Inneren des Gletschers mit −13 °C deutlich unter dem Druckschmelzpunkt, so dass sich der Gletscher in dieser Höhe wie ein kalter Gletscher verhält und durch Lufteinschlüsse die historischen Bedingungen der Erdatmosphäre konserviert werden. Der Grenzgletscher fliesst nach Nordwesten dem Nordfuss des Liskamms entlang.
Der Ursprung des namensgebenden, aber kleineren  Gornergletschers liegt nördlich des Monte Rosa-Gebietes am Weissgrat (bis 3700 m). Der Gletscher fliesst mit einer ziemlich gleichmässigen Neigung von 18 % entlang des Stockhorn-Südfusses nach Westen. Nach rund 7 km vereinigt er sich mit dem längeren Grenzgletscher auf einer Höhe von 2550 m, behält aber seinen Namen bei. Zwischen diesen beiden Gletschern am Westhang der Dufourspitze erstreckt sich der 4 km lange Monte Rosa-Gletscher, der seitlich sowohl mit dem Grenz- als auch mit dem Gornergletscher verbunden ist. Der Gornergletscher ist in seinem oberen Teil über einen breiten eisbedeckten Kamm mit dem Findelgletscher verbunden.
Zwei wichtige Seitengletscher sind die jeweils etwa 3 km langen, von Süden zufliessenden Zwillingsgletscher (Entstehung am Castor, 4228 m ü. M.) und Schwärzegletscher (Entstehung am Pollux, 4092 m ü. M.). Der Breithorn- und der Triftjigletscher (beide am Nordhang des Breithorns) sowie der Untere Theodulgletscher (vom Gobba di Rollin und Klein Matterhorn kommend) erreichen nach starkem Rückzug nicht mehr den Gornergletscher.

## Zehrgebiet
Am Zusammenfluss von Grenz- und Gornergletscher bildet sich im Frühling der Gornersee, ein Schmelzwassersee, der durch das Gletschereis gestaut wird. In der Zeit
zwischen Juni und September kommt es innerhalb von wenigen Tagen zur Entleerung des Sees. Diese Entleerung verursacht Hochwasserspitzen im Gornerbach von bis zu 150 Kubikmetern pro Sekunde, weitere Begleiterscheinungen sind eine erhöhte Fliessgeschwindigkeit des Gletschers und eine Hebung des Gletschers von bis zu einem halben Meter.
Durch die durch den Grenzgletscher geprägte polythermale Natur des Gornergletschers sind im unteren, flachen Zehrgebiet für alpine Eisströme besondere Erscheinungen zu beobachten. Bekannt ist der Gletscher insbesondere für die blauen Gletscherseen, die sich an der Oberfläche bilden. Zudem gibt es ein dauerhaftes Netzwerk aus tief eingeschnittenen Schmelzwasserströmen, das es in dieser Art nirgendwo sonst in den Alpen gibt. Auffällig ist auch die helle, weiße Farbe des Gletschereises. Diese Besonderheiten gibt es nur im Bereich des Gletschers, dessen Ursprung im Grenzgletscher liegt. Ursache hierfür ist Eis, dessen Temperatur dauerhaft unterhalb des Druckschmelzpunkts liegt.

## Bodengletscher

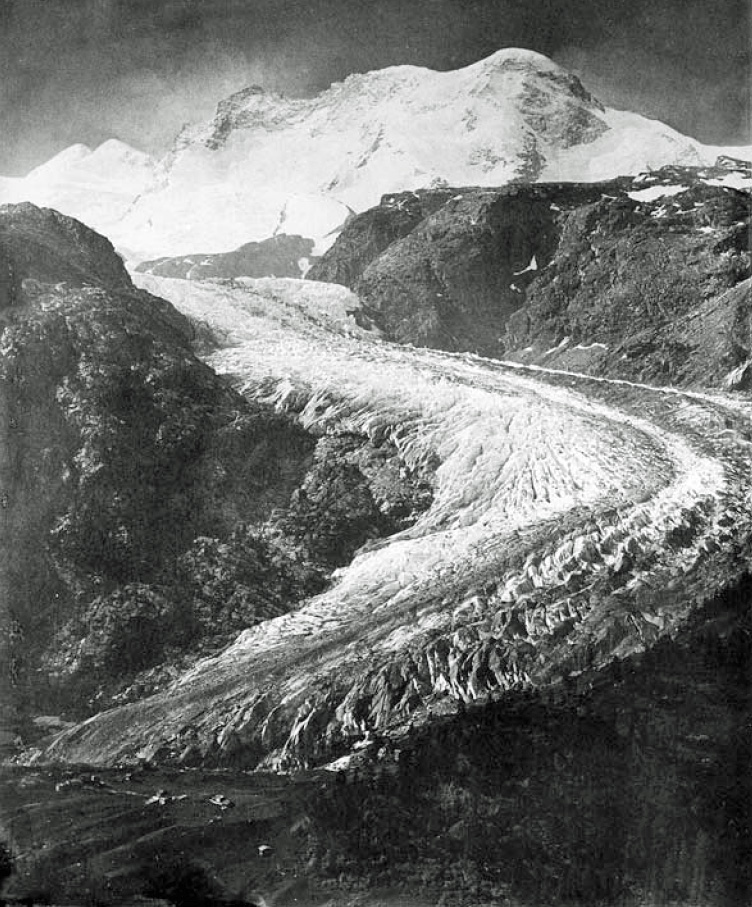
Bodengletscher, ehemaliger schweifförmiger unterer Abschnitt des Gornergletschers im Jahr 1855

Als der Gornergletscher noch über die Engstelle zwischen Lichenbretter und den Felshängen von Riffelhorn und -berg herabreichte, wurde dieser untere Abschnitt Bodengletscher genannt. Dieser Name ist vermutlich auf die damalige Alpsiedlung „Im Boden“ zurückzuführen.
In kälteren Perioden war der Gornergletscher bis zu den Schweigmatten bei Furi vorgestossen, der letzte Höchststand wurde dabei 1859 erreicht. Diese
schweifförmige, von zahlreichen Spalten durchsetzte Zunge war von Zermatt aus gut sichtbar. Zu dieser Zeit nährte auch der Breithorngletscher und die
gemeinsame Zunge des Triftji- und des Unteren Theodulgletschers den Gornergletscher.
Mittlerweile hat sich das Zungenende des Gornergletschers gut 2,65 km talaufwärts verlagert und der Bodengletscher existiert nicht mehr.

## Entwicklung
| Jahr         | 1850 | 1973 | 1999/2000 | 2013         |
| Fläche (km²) | 66   | 59,7 | 55,5      | 41,24 (2015) |
| Länge (km)   | 15,9 | 13,5 | 12,9      | 12,4         |

- Diagrammdaten:
- Definition |
- Rohdaten |
- Hilfe

## Mehrzweckspeicher Gornerli
Das Wasser der Gornera wird seit 1964 auf etwa 2000 Metern gefasst und dem Stausee am Zmuttbach zugeführt. 140 Millionen Kubikmeter des so gesammelten Wassers werden dort jährlich durch eine Pumpleitung dem Kraftwerk Grande Dixence zugeführt.
Unter den 16 Projekten, welche gemäss Energiestrategie 2050 am Runden Tisch Wasserkraft zusammen mit Umweltverbänden und Interessengruppen besprochen wurden, ist der Mehrzweckspeicher Gornerli am Fusse des Gornergletschers das Grösste. Eine 85 Meter hohe und 245 Meter lange Staumauer unterhalb des Gagenhaupts soll das Gornera-Wasser nun schon in einem etwas höher gelegenen Talabschnitt zurückhalten. Nur im Winter sollte der See das Tal fluten. Für Skitourengänger würde dies die übliche Abfahrt nach Zermatt verkomplizieren, weshalb sich Bergführer gegen das Projekt aussprachen. Die Bergführer schlugen darum vor, den weiter oben zukünftig natürlich entstehenden See am Fusse des Riffelhornes durch einen 30 Meter hohen Damm zu vergrössern. Sie nannten ihren Vorschlag "Gornerli light". Die Betreiber von Grande Dixence würden alle Varianten prüfen, das Speichervolumen sei jedoch wohl um das fünffache kleiner. Das Ziel der Mehrproduktion von Winterstrom würde das Projekt der Bergführer zudem weniger gerecht als das Projekt Gornerli, so der Projektverantwortliche bei Grande Dixence.
Das Projekt Gornerli rechnet damit, dass sich der Gletscher bis frühestens ins Jahr 2045 aus dem Perimetergebiet des Sees zurückgezogen haben wird. Die Inbetriebnahme könnte jedoch schon zuvor geschehen.

## Galerie

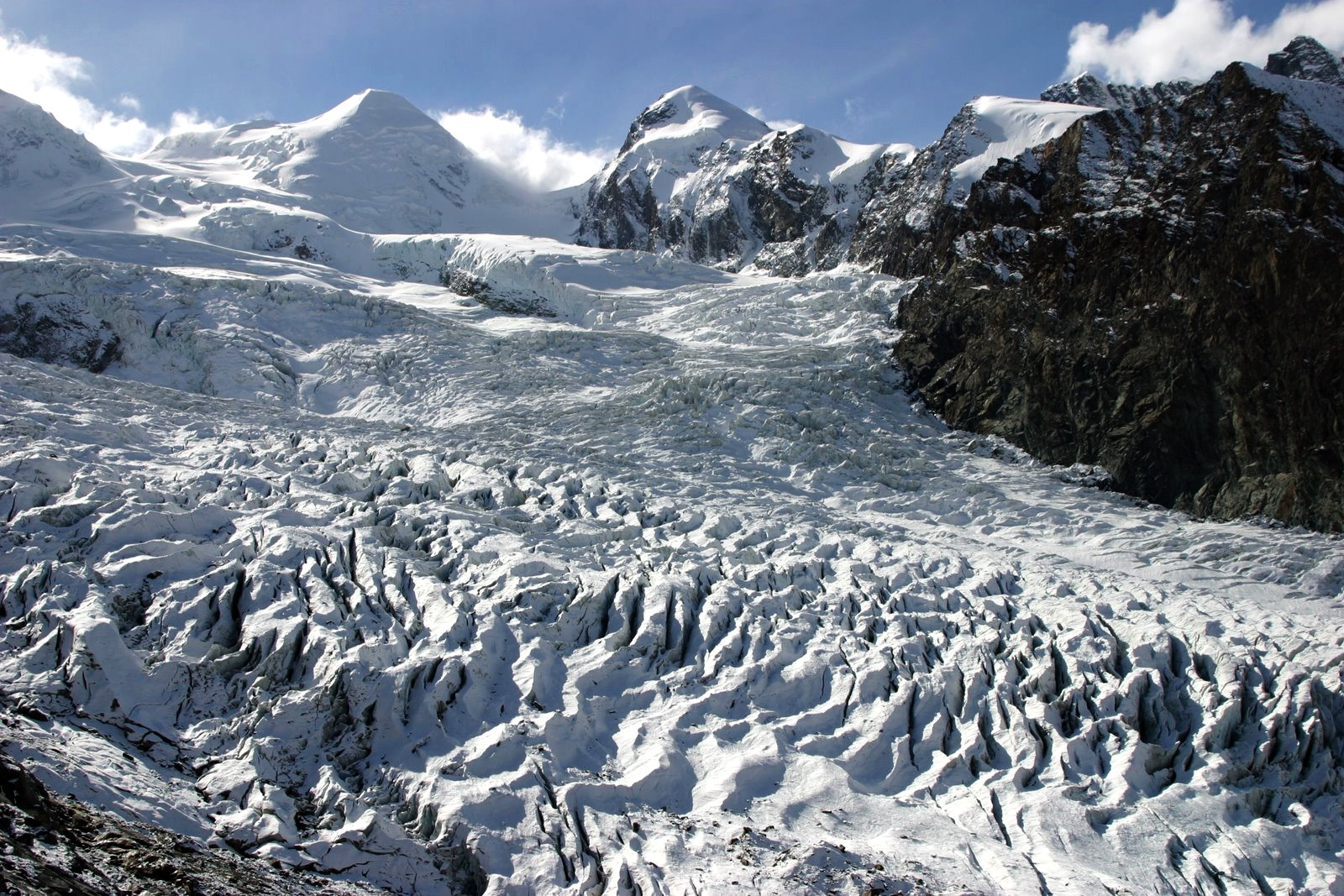
Grenzgletscher mit Castor und Pollux
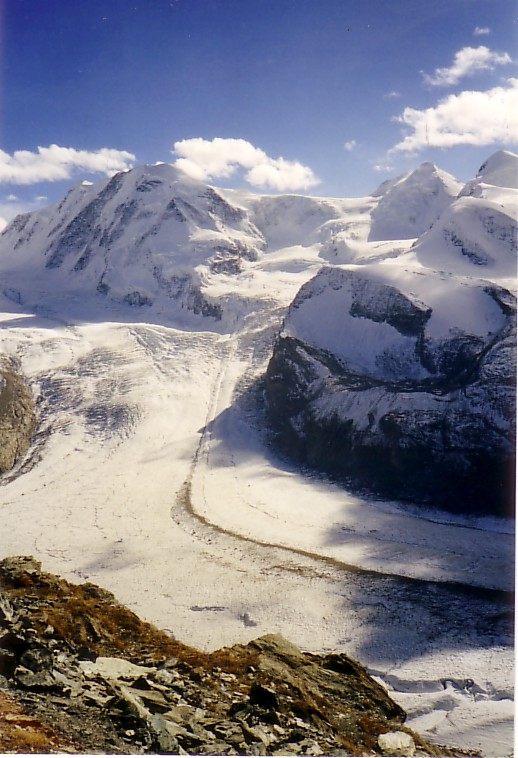
Der Grenzgletscher vom Gornergrat aus gesehen.
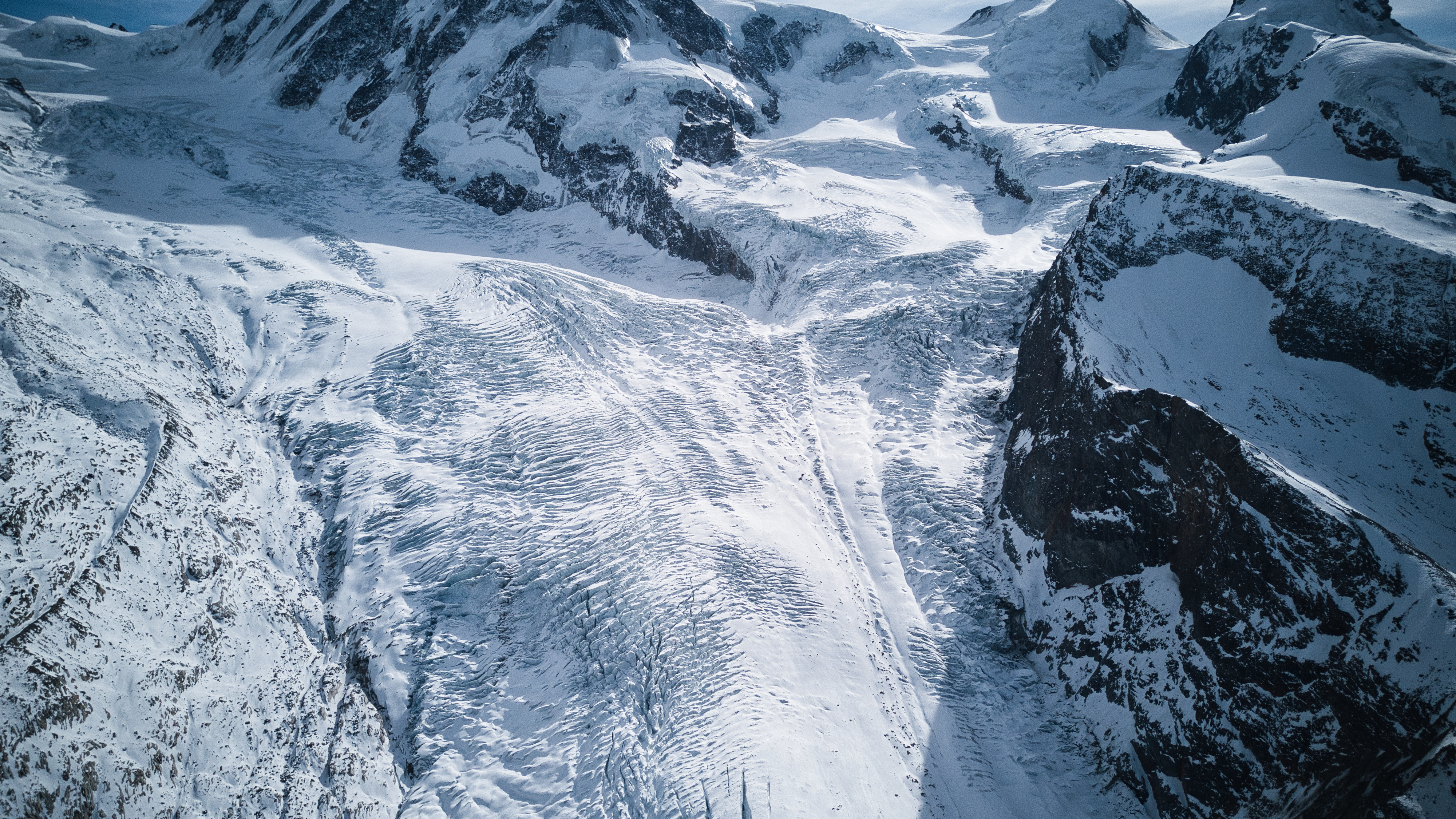
Grenzgletscher im Februar 2023 aus der Luft.
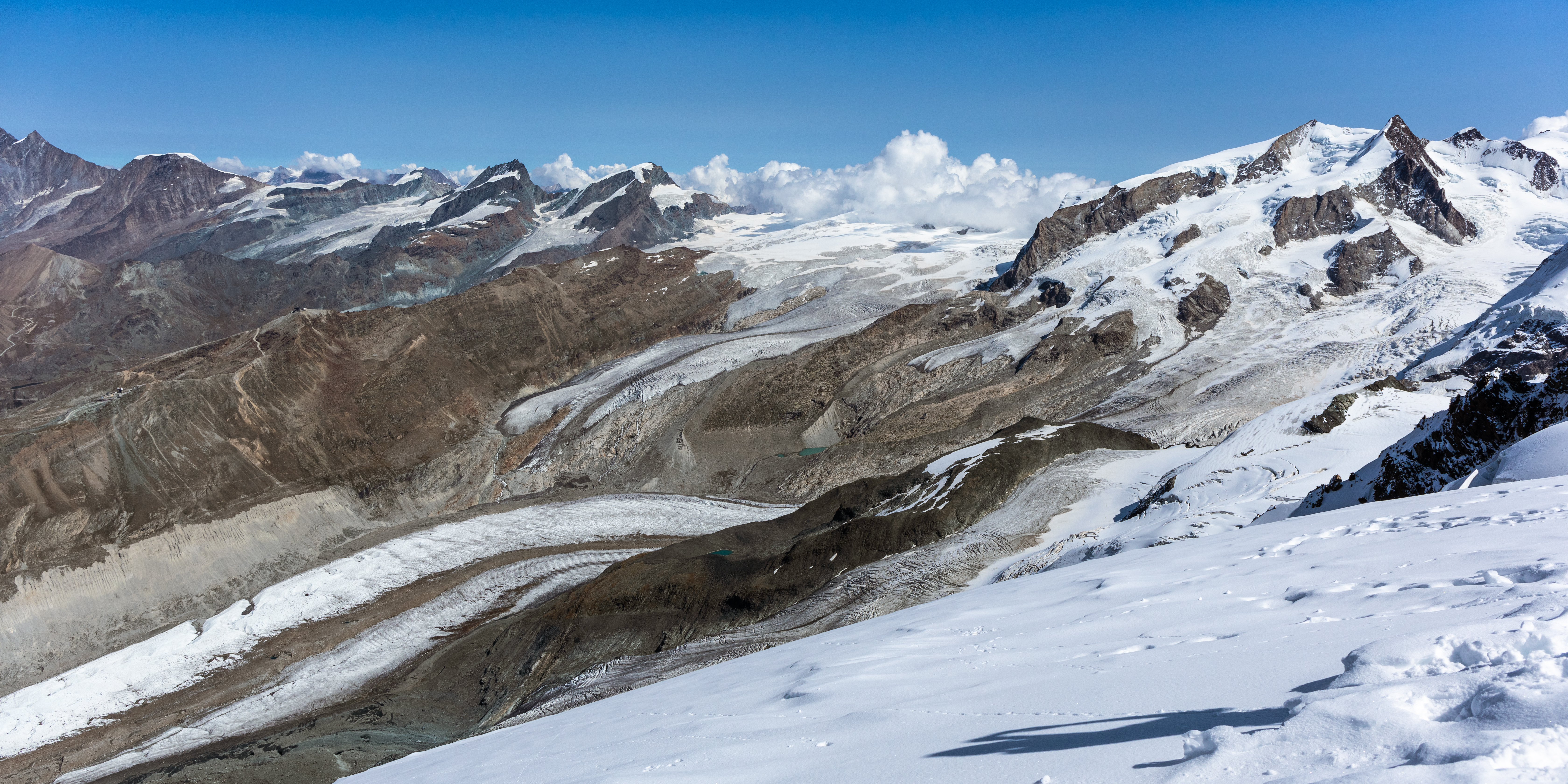
Gornergletscher im September 2020 vom Breithorn aus gesehen – deutlich erkennbar die Lücke zwischen eigentlichem Gornergletscher (im Hintergrund, Bildmitte) und Grenzgletscher